# Sisse Reingaard
Anne-Marie "Sisse" Reingaard (født 23. september 1946), død 2. oktober 2024) var en dansk skuespillerinde.
Reingaard ville oprindelig være keramiker, men hun begyndte at spille teater i midten af 1960'erne og var i sidste halvdel af 1960'erne med i en række Lommer-revyer. Gennem 1960'erne og 1970'erne medvirkede hun i en række film, og på tv har hun medvirket i mindre roller i serierne Matador og Een stor familie. Blandt de film, hvor hun har haft store roller, er de mest kendte nok Stine og drengene, Pigen fra Egborg og Præriens skrappe drenge. 
Hun var søster til model og skuespiller Elsebeth Reingaard og gift med filmfotografen Claus Loof.
I løbet af 1980'erne holdt hun gradvis op som skuespiller, både på teater og film.

## Filmografi (i udvalg)
- Hold da helt ferie – 1965
- Gift (film) – 1966
- Den røde kappe – 1967
- Det var en lørdag aften – 1968
- Stine og drengene – 1969
- Pigen fra Egborg - 1969
- Midt i en jazztid – 1969
- Nøglen til Paradis – 1970
- Ska' vi lege skjul? - 1970
- Præriens skrappe drenge – 1970
- Hvor er liget Møller? - 1971
- Nu går den på Dagmar – 1972
- Den kyske levemand – 1974
- Gangsterens lærling - 1976
- Olsen-banden deruda' – 1977
- Familien Gyldenkål vinder valget – 1977
- Verden er fuld af børn – 1980